# Beaussais

Beaussais este o comună în departamentul Deux-Sèvres, Franța. În 2009 avea o populație de 413 de locuitori.